# Die ersten Curen
Die ersten Curen, op. 261, är en vals av Johann Strauss den yngre. Den spelades första gången den 28 januari 1862 i Sofienbad-Saal i Wien. 

## Historia
Den 6 januari 1862 stod det att läsa i Der Zwischen-Akt att Johann Strauss kommande vals till medicinstudenternas bal den 28 januari skulle heta Die ersten Curen. Uppenbarligen existerade valsen endast till namnet, för den 27 januari rapporterade tidningen: "Igår, söndag den 26 denna månad, komponerade Johann Strauss den nya valsen 'Die ersten Curen' till medicinstudenternas bal, vilken äger rum i morgon den 28. Tidigare idag arrangerade Carl Haslinger [Strauss förläggare] valsen för piano från partituret, på vilket bläcket knappast hade torkat. I morse levererades det till kopparplåtsgravören och litografen, och på onsdag den 29 denna månad är det färdigbakad, direkt från ugnen, från C. Haslingers förlag".
I de flesta balrecensioner återfanns den sedvanliga jargongen när det gällde nya kompositioner av valskungen. Till exempel skrev Die Presse (30 januari 1862) att Die ersten Curen kändes "väldig rytmisk att dansa till och en repris fick ges efter applåder", medan Der Zwischen-Akt förutspådde att den nya valsen "kommer bli en av favoriterna under karnevalen". Ovanligt nog delades inte detta gillande av alla och det fanns kritiska röster. Kvällsupplagan av Der Wanderer (29 januari 1862) ansåg att valsen "inte uppvisar någon originalitet, men var likväl mycket rytmisk". Mest kritisk var recensenten i Ost-Deutsche Post (2 februari 1862): "Denna 'första kurbehandling' är kapabel att skicka den mest danssugna till sängs. Den framfördes utan applåder och dansades ex officio. Jag såg fötter somna under valsen. Opiumkur hade varit ett bättre namn. 'Vad anser ni om Strauss Ersten Cure, käre doktor?', frågade jag en av våra mest berömda läkare. 'Musikaliskt nonsens', svarade han kyligt". Valsen försvann tämligen snabbt från repertoaren.

## Om valsen
Speltiden är ca 7 minuter och 46 sekunder plus minus några sekunder beroende på dirigentens musikaliska tolkning.

## Weblänkar
- Die ersten Curen i Naxos-utgåvan.